# جان اندرسون (هنرپیشه)
جان اندرسون (انگلیسی: John Anderson؛ ‏ ۲۰ اکتبر ۱۹۲۲ – ۷ اوت ۱۹۹۲) بازیگر و کارگردان اهل ایالات متحده آمریکا بود.

## فیلم‌شناسی
از فیلم‌ها یا برنامه‌های تلویزیونی که وی در آن نقش داشته است، می‌توان به مشاور، روانی، غرب رؤیایی، هشت مرد بیرونی، میثاق با مرگ و وسوسه شیطانی اشاره کرد.